# Ceridwen
Ceridwen o Cerridwen és una deessa gal·lesa (moltes vegades considerada bruixa) que posseïa el calder de la Inspiració i la Saviesa. Estava casada amb Tegid Foel i tenia tres fills, la donzella Crearwy i dos homes: Mofan (o Afagddu) i Morvran.

## Llegenda
Segons la llegenda, Ceridwen era mare de tres fills: Crearwy, que era la jove més bella del món; Morvan, que era un home lleig, però fort i valent en la batalla, i Afagduu, que era tan terriblement lleig que no seria acceptat mai per la societat. Cerridwen va decidir compensar la lletjor del seu fill tornant-ho el més gran dels bards gal·lesos, per això prepararia una poció, de la qual solament les tres primeres gotes serien màgiques, i la resta un verí letal. La poció feta amb sis herbes màgiques havia de cuinar-se durant un any i un dia; per vigilar la poció, Ceridwen tenia dos servents, l'ancià i cec Morda i el jove Gwion (o Gwyon), als quals havia advertit que no toquessin ni una gota de la poció, sota pena de sofrir una mort terrible.
Però un dia que Gwion es trobava removent la poció, tres gotes del líquid ardent van saltar sobre la seva mà; instintivament, Gwion es va portar la mà a la boca, i obtingué així els dons que estaven destinats a Afagduu. Furiosa, Cerridwen perseguí Gwion per matar-lo, però el jove, utilitzant els seus nous poders màgics, es va convertir en llebre. Cerridwen, llavors, es va convertir en gos; Gwion es va transformar llavors en peix i va saltar a un riu, Cerridwen es va tornar llúdria i va continuar la persecució; Gwion es va convertir en pardal i Cerridwen en àguila. Finalment, el jove es va transformar en un gra de blat i Cerridwen, en forma de gallina, se'l va menjar.
Quan Ceridwen va tornar a la forma humana, es va adonar que estava embarassada i que el nen que portava en el ventre era Gwion i va resoldre matar-lo quan naixés. No obstant això, quan el bebè va néixer, era tan bell que Cerridwen no va gosar matar-lo, així que va ficar el bebè en un sac de pell de foca i el va tirar al mar. Però el nen va sobreviure i va ser recollit a la costa per un príncep anomenat Elphin, el qual va adoptar el bebè, i el va anomenar Taliesin. Amb el pas del temps, Taliesin va marxar a la cort del rei Artús, on es va convertir en l'arpista principal i en conseller del rei.

## Ceridwen en el neopaganisme
Ceridwen és una de les dees que amb major freqüència es troba en els ritus neopagans. Encara que en el seu mite es poden trobar els tres arquetips femenins (donzella, mare i bruixa) se la relaciona principalment amb el de "bruixa", la qual representa la lluna minvant dins del cicle lunar.
Dins dels elements comunament associats a les seves representacions es troba el calder i una gran truja o javelina blanca. El calder és un símbol del principi femení, igual que el calze o la caverna, i és comunament associat a l'úter, així com a processos de transformació i renaixement. La truja és un símbol de fertilitat i sensualitat. Se la considera una deessa patrona dels cicles de la vida, mort i renaixement, així com de la inspiració, creativitat i endevinació.